# Новопетровка (Софиевский район)
Новопетровка (укр. Новопетрівка) — село,
Новоюльевский сельский совет,
Софиевский район,
Днепропетровская область,
Украина.
Код КОАТУУ — 1225285503. Население по переписи 2001 года составляло 135 человек .

## Географическое положение
Село Новопетровка находится на расстоянии в 0,5 км от села Новоюльевка.
По селу протекает пересыхающий ручей с запрудой.
Рядом проходит автомобильная дорога Н-11.